# Loissin
Loissin település Németországban, Mecklenburg-Elő-Pomeránia tartományban. Lakosainak száma 806 fő (2023. december 31.).

## Népesség
A település népességének változása:
| Lakosok száma | 799  | 783  | 791  | 798  | 806  |
|               | 2017 | 2019 | 2021 | 2022 | 2023 |